# Montero (oficio)
Monteros son las personas destinadas para la servidumbre del Rey en el monte y cacerías, como consta de varias Leyes del Reino de España. 
Se conoció en lo antiguo este oficio en Palacio tanto que en el tiempo de los Condes de Castilla y Señores Reyes sus succesores se contaba un gran número de Monteros de la Casa Real, el cual fue reducido al de doscientos seis por el Rey Juan II a pedimento del Reino según aparece de una Ley. 

## Origen
Pero descendiendo a inspeccionar su origen, lo que consta es haberlo tenido en el año de 990, siendo Conde de Castilla Don Sancho Fernández, hijo de los Condes, 
Doña Sancha la cual, deseando casarse con un Rey Moro y viendo que podía servirla de impedimento a su amor y ambicioso espíritu, la inocente vida de su hijo trató de darle muerte con el artificioso disimulo de un veneno. Previno a este tan abominable y trágico fin una bebida ponzoñosa; pero la fortuna dispuso que llegase éste a noticia de una Doncella de Cámara de Doña Sancha que comunicó la depravada intención de su Ama a un Escudero del Conde, el cual, advertido por él del peligro, mandó que se suministrase a su madre en la mesa la misma bebida que le había preparado su traidora intención. Se ejecutó la orden del Conde: bebió Doña Sancha el veneno y acabando al rigor de su actividad su vida, experimentó el castigo. Indigna a la verdad acción de un hijo pero así se vio verificada aquella temible sentencia: Eadem mensura, qua mensi jueritis, remetietur vobis. 
Agradecido el Conde a su Escudero, dispuso casarlo con aquella Doncella y para manifestarle más su reconocimiento a tan singular beneficio y demostración de su lealtad, le concedió el honorífico privilegio de que en lo succesivo fuesen sus descendientes Guardias de los Condes de Castilla en cuyos Palacios sirviesen, denominándose Monteros de Espinosa, por ser nativo el dicho. Escudero de aquel Lugar y asistir entonces a los Príncipes en el campo y monte a las batidas y cacerías que hacían. Eran nobles y para que hubiesen de gozar las preeminencias que les estaban concedidas en Palacío, tenían necesidad de retirarse en el primer año después de casados al Lugar de Espinosa para que contrajesen sus hijos con el nacimiento la naturaleza en él. 
En el Palacio les correspondía la guarda y custodia de las Personas Reales: dormían en su antecámara, se distribuía entre ellos la vela y ronda que debían hacer por la noche y siempre que con el Rey salían fuera de la Corte y donde habitasen algunos Judíos, tenían el derecho de percibir de ellos doce maravedís por cada hora que permaneciesen en aquel Pueblo, como la ordenó el Rey Juan I en una Ley Estaban estos Oficiales como al presente, bajó del mando de un Montero mayor que siempre ha gozado de una suma autoridad por el distinguido do carácter del empleo y notoria calidad de su persona. Debe asistir en la Corte y nombra un Montero de caballo  para que juntamente con los Corregidores  o Justicias de los Pueblos o Lugares donde lleguen los demás Oficiales de Montería, les destinen una cómoda posada. En lo succesivo, así los Monteros de Espinosa, como los de Bavia, fueron puestos por Guardas o Alcaydes de las Cárceles cuya confianza hacía se reputase por destino honorífico.